# Wiedemannia pohoriana
Wiedemannia pohoriana är en tvåvingeart som beskrevs av Horvat 1995. Wiedemannia pohoriana ingår i släktet Wiedemannia och familjen dansflugor.
Artens utbredningsområde är Slovenien. Inga underarter finns listade i Catalogue of Life.